# Felix (Byzanz)
Felix († 141) war Bischof von Byzantion in den Jahren 136–141 als Nachfolger des Eleutherius. Seine Amtszeit fiel in die Herrschaft der Kaiser Hadrian und Antoninus Pius. Die Reliquien des Felix wurden in einer Grotte verehrt, in der der Apostel Andreas einen Altar errichtet haben soll. Sein Nachfolger wurde Polykarp II. Der Gedenktag des Felix nach dem byzantinischen Synaxarion ist der 15. April.